# Gens Accia
La gens Accia era una gens romana presente nella tarda Repubblica. 
La gens era forse originaria di Pisaurum, dal momento che i due più noti Accii provenivano da quella città.

## Membri illustri della gens
- Lucio Accio (Lucius Accius): vissuto nel II secolo a.C., fu un celebre tragediografo del II secolo a.C.;
- Tito Accio (Titus Accius): vissuto nel I secolo a.C., fu un membro dell'ordine equestre. Tito Accio. Nel 66 a.C. intraprese il perseguimento di Aulo Cluentio Habitus, difeso da Cicerone nella sua orazione Pro Cluentio.